# Alberto Garaizábal
Alberto Garaizábal Macazaga (Sant Sebastià, 7 de desembre de 1875 - La Corunya, 13 de desembre de 1947) fou un organista, director, docent i compositor basc de finals del segle xix i principis del S. XX.

## Biografia
Garaizábal va realitzar els seus estudis de piano, orgue, harmonia i composició amb Bonifacio de Etxeberria, primerament al Conservatori de San Sebastià i més tard com ajudant del seu mestre amb l'orgue de l'església de San Vicente. A partir de 1895 i fins al 1914 va ser organista de l'església parroquial de Zumarraga i del 1914 al 1947 ho va ser de l'església dels pares Jesuïtes de la Corunya. Dins d'aquests anys, fins a la Segona República, la seva activitat es va limitar a la docència privada i a partir de 1933 la Societat Filharmònica de la Corunya el va nombrar director de l'Agrupació d'Instruments d'Arc, que Garaizábal va transformar en l'Orquestra Filharmònica Corunyesa. A més, el 1935 aquesta mateixa societat el va nombrar director del recent creat Conservatori.

## Obra
Alberto Garaizábal va realitzar per la seva orquestra una gran quantitat d'adaptacions d'obres del repertori de l'època. Tot i així, la major part de la seva producció original és de tipus funcional pel culte i mostra un respecte absolut per les normes litúrgiques del moment. Essent intèrpret d'orgue, es pot veure com les seves obres per aquest instrument mostren una gran modernitat quant a textura, provinent de la influència del repertori de les avantguardes franceses.
Es conserva una obra al fons musical CdE (Fons de la basílica de Santa Maria de Castelló d'Empúries).
Algunes altres obres que s'han pogut identificar sota la seva autoria són les següents:

### Música simfònica
- Himno gallego
- Preludio-canción

### Música per a cor i orquestra
- Ecce Sacerdos Magnus
- Himno para la coronación de la Virgen de los Dolores
- Lacrymosa
- Miserere
- O vos omnes

### Música per a cor i orgue
- Angelus Domini
- Ave María
- Himno al trabajo
- Francisco de Asís
- Madre del alma
- Plegaria a la Virgen del Carmen
- Villancico al Niño Dios

### Música per a cor
- Alalá de Triscastela
- Foliada de Calara
- Meus pensamentos
- Villancico gallego

### Música per a veu i orgue
- Bendita sea tu pureza
- Himno de las congregaciones marianas

### Música per a orgue
- Andante
- Communio
- Ofertorio

### Música per a piano
- Fandango
- Gavota
- Minueto
- Vals brillante[1]